# Mejor jugadora de Suramérica del siglo según la IFFHS
La mejor jugadora de Suramérica del siglo fue un premio honorífico otorgado por la Federación Internacional de Historia y Estadística de Fútbol.
La brasileña Sisleide Lima do Amor, más conocida como Sissi, fue considerada por la prensa especializada como la mejor jugador de América del Sur. Durante su trayectoria como futbolista profesional ganó varios títulos nacionales en su natal Brasil, además de la Copa América Femenina en dos oportunidades: 1995, 1998 y fue bota de oro en la Copa Mundial Femenina de Fútbol de 1999.
Además de ser la mejor jugadora del siglo en América del Sur, también lo fue de Brasil y ocupó la quinta posición a nivel mundial con 212 votos a favor en la clasificación final. Asimismo, fue seleccionada como una de las futbolistas en el equipo femenino de Sudamérica del siglo (1901-2000) y en el equipo de ensueño, ambos confeccionados por la IFFHS.

## Criterio
La elección fue realizada por especialistas deportivos de la IFFHS, además de las encuestas realizadas a jugadores y periodistas en general. Tenía como finalidad reconocer a la jugadora sudamericana más relevante del siglo XX.
Las encuestas y los demás criterios de elección aplicaron únicamente para todas las futbolistas de nacionalidad sudamericana en cuanto a este premio.

## Ganador
La brasileña y jugadora de la selección femenina de fútbol de Brasil fue designada como la mejor de América del Sur. Los resultados y la clasificación final fueron publicados en la página web oficial de la Federación Internacional de Historia y Estadística de Fútbol, también en libros. La ceremonia de coronación y premiación fue realizada en Alemania, en dos galas mundiales en 2000 y 2001.

### Ranking final
| Posición | Nacionalidad | Futbolista                   | Puntos |
| -------- | ------------ | ---------------------------- | ------ |
| 1        | Brasil       | Sissi                        | 19     |
| 2        | Brasil       | Pretinha                     | 11     |
| 3        | Brasil       | Roseli de Belo               | 9      |
| 3        | Brasil       | Mariléia dos Santos          | 9      |
| 5        | Brasil       | Marcia Taffarel              | 7      |
| 5        | Brasil       | Lúcia Feitosa                | 7      |
| 7        | Brasil       | Elane dos Santos Rego        | 6      |
| 7        | Brasil       | Margarete Maria Piorezan Meg | 6      |